# Carl Nielsen
Carl August Nielsen (Sortelung, 9. lipnja 1865. – Kopenhagen, 3. listopada 1931.) bio je danski skladatelj klasične glazbe.
Rođen je kao sedmo dijete u siromašnoj obitelji. Carl Nielsen oženio se 1891. godine s Annom Mariom Carl-Nielsen. Imali su kćer, Annu Mariju Fredericu Telmani. 
Prikazan je na novčanici od 100 danskih kruna.